# 阿拉帕塔站
阿拉帕塔站（英語：Allapattah station）是美国佛羅里達州邁阿密-戴德縣的一座邁阿密地鐵车站，由邁阿密-戴德公共交通局（MDT）运营管理。此車站位於迈阿密阿拉帕塔社区，靠近西北第12大道（SR 933）和西北36街（US 27／SR 25）的交界處，也是邁阿密地鐵在邁阿密市最北面的車站。阿拉帕塔站於1984年12月17日正式啟用，建筑布局形式为高架车站，车站设有两条股道及一个岛式站台，并设有69个停车位的地面停车场。

## 车站结构
| P 站台层 | 南行方向                   | ▉ 迈阿密地铁绿线，往达德兰南方向（圣塔克拉拉） · ▉ 迈阿密地铁橙线，往达德兰南方向（圣塔克拉拉）                |
| P 站台层 | 岛式站台，左边车门将会开启 | |
| P 站台层 | 北行方向                   | ← ▉ 迈阿密地铁绿线，往帕尔梅托方向 （埃尔灵顿高地） · ← ▉ 迈阿密地铁橙线，往迈阿密国际机场方向（埃尔灵顿高地） |
| G 地面层 | 站厅                       | 出入口、巴士站、停车场                                                                                         |

## 外部連結
- Miami-Dade County: Metrorail Stations （页面存档备份，存于）